# Herzogtum Steiermark

Das Wappen vom Herzogtum Steiermark

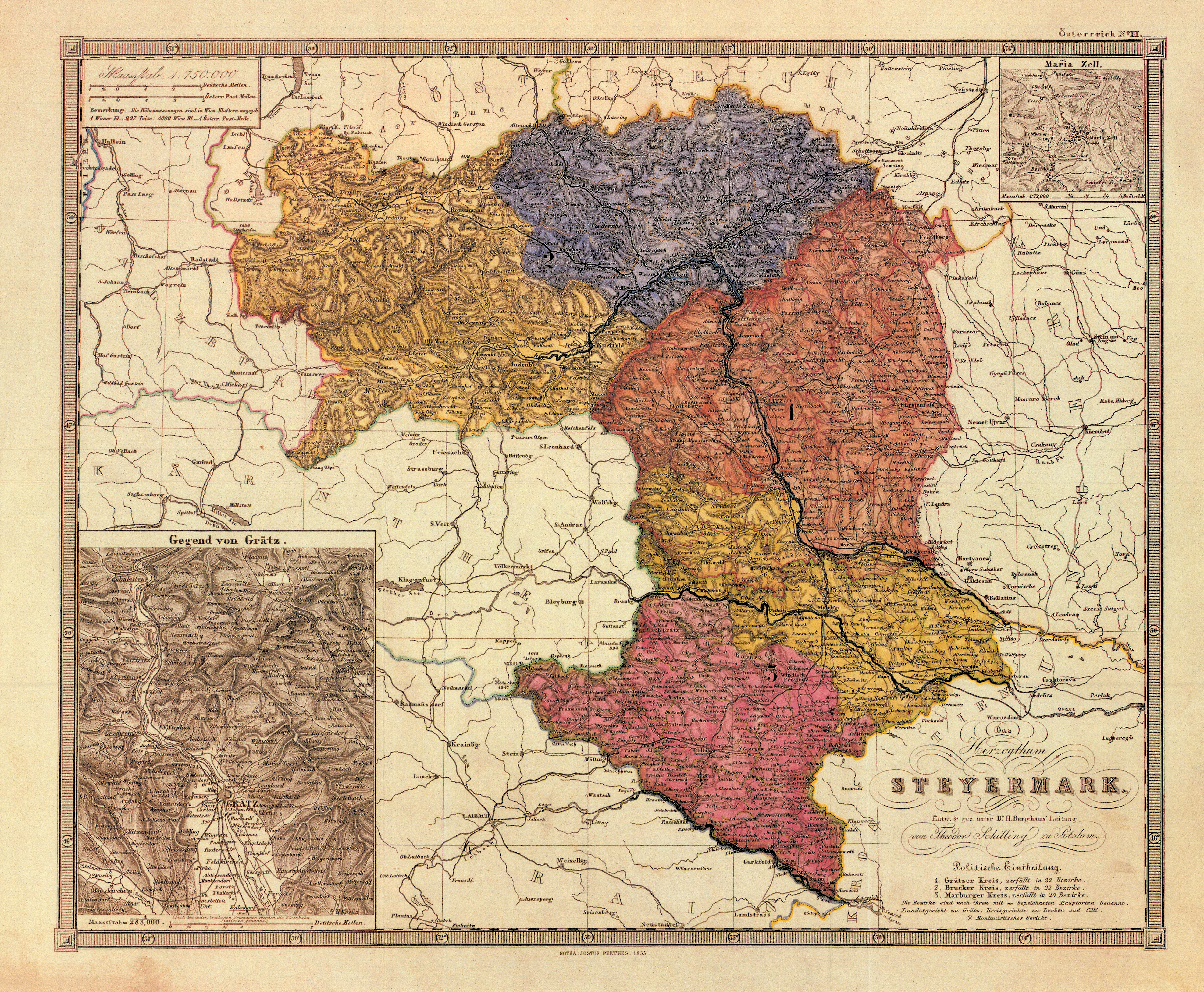
Die Steiermark im Jahre 1850–1918

Das Herzogtum Steiermark war bis 1918 ein Kronland von Österreich-Ungarn. Es umfasste 22.426 km² und grenzte nördlich an Oberösterreich und Niederösterreich, südlich an Krain, westlich an Salzburg und an Kärnten. Die Landeshauptstadt war Graz. Einwohner im Jahre 1910: 1.444.157. Die Gewässer in der Steiermark waren die Drau, Sann und Mur.

## Ethnische Bevölkerung
Es lebten in der Steiermark zwei verschiedene Ethnien, diese waren: die Slowenen, welche 29,3 % der damaligen Bevölkerung ausmachten und die Deutschen, welche 70,5 % der Bevölkerung ausmachten. Die restlichen 0,2 % waren andere Nationalitäten, wie z. B. Ungarn und Kroaten. Im nördlichen Teil der Steiermark gab es keine Slowenischen Sprachinseln und es wurde ausschließlich Deutsch gesprochen. Im Süden der Steiermark wurde größtenteils Slowenisch gesprochen bis auf die Sprachinseln:
- Marburg an der Drau
- Radkersburg
- Pettau
- Cilli
- Rann